# 김동선 (1955년)
김동선(金東善, 1955년 5월 2일 ~ , 강원 영월)은 대한민국의 공무원이다. 

## 학력
- 1974년 : 신일고등학교 졸업
- 1981년 : 고려대학교 무역학 학사
- 2000년 : 헬싱키 대학교 대학원 경영학 석사

## 경력
- 1981 : 제25회 행정고시 합격
- 1982.03 : 특허청 근무
- 1995.03 ~ 1997.05 : 통산산업부 프랑스공화국대한민국대사관 근무
- 1997.05 ~ 1998.05 : 통산산업부 경제협력개발기구 대표부 근무
- 1998.06 ~ 1999.06 : 산업자원부 경제구조조정기획단 근무
- 1999.06 ~ 2000.01 : 산업자원부 미주협력과장
- 2000.01 ~ 2000.09 : 산업자원부 산업협력과장
- 2000.09 ~ 2002.02 : 산업자원부 자원개발과장
- 2002.02 ~ 2003.05 : 산업자원부 무역투자실 수출과장
- 2003.05 ~ 2004.02 : 산업자원부 장관 비서관
- 2004.02 ~ 2004.07 : 산업자원부 중국협력기획단장
- 2004.07 ~ 2007.07 : 산업자원부 주중화인민공화국대사관 근무
- 2007.08 ~ 2008.03 : 산업자원부 한국형헬기개발사업단 근무
- 2008.03 ~ 2010.03 : 대통령실 지식경제비서관
- 2010.03 ~ 2011.12 : 중소기업청장
- 2012.02 ~ 2012.12 : 숭실대학교 경영대학 벤처중소기업학과 교수
- 2012.05 ~ 2014.05 : 중소기업연구원장
- 2013 : 한국광기술원 사외이사
- 2014 ~ : 법무법인 화우 고문
- 2014 ~ 2016 : 국민대학교 글로벌창업벤처대학원 창업학전공 객원교수
- 2014 ~ 2015 : 중소기업중앙회 가업승계지원 특별위원회 위원장
- 2015 ~ 2023 : ㈜미원스페셜티케미컬 사외이사
- 2016 ~ 2020 : 한국-이스라엘친선협회 19대 회장
- 2016 ~ 2020 : 서울과학기술대학 산학협력단 초빙교수
- 2020 ~ : 중소기업중앙회 소기업·소상공인 경영지원단 운영위원회 위원장
- 2023 ~ : 사단법인 중기회 회장